# Calylophus
Calylophus é um género botânico pertencente à família Onagraceae.